# Ağdaban dağı
Ağdaban dağı (armeniska: Սիսկատար) är ett berg i Azerbajdzjan. Det ligger i den sydvästra delen av landet, 400 km väster om huvudstaden Baku. Toppen på Ağdaban dağı är 3 093 meter över havet, eller 477 meter över den omgivande terrängen. Bredden vid basen är 7,2 km.
Terrängen runt Ağdaban dağı är huvudsakligen lite bergig. Runt Ağdaban dağı är det ganska glesbefolkat, med 42 invånare per kvadratkilometer.. Närmaste större samhälle är Ashagy Kyshlak, 14,5 km sydväst om Ağdaban dağı. 
Trakten runt Ağdaban dağı består i huvudsak av gräsmarker.